# Eden (Dakota del Sud)
Eden és una població dels Estats Units a l'estat de Dakota del Sud. Segons el cens del 2000 tenia 97 habitants.

## Demografia
Segons el cens del 2000, Eden tenia 97 habitants, 48 habitatges, i 30 famílies. La densitat de població era de 249,7 habitants per km².
Dels 48 habitatges en un 20,8% hi vivien nens de menys de 18 anys, en un 52,1% hi vivien parelles casades, en un 10,4% dones solteres, i en un 37,5% no eren unitats familiars. En el 37,5% dels habitatges hi vivien persones soles el 22,9% de les quals corresponia a persones de 65 anys o més que vivien soles. El nombre mitjà de persones vivint en cada habitatge era de 2,02 i el nombre mitjà de persones que vivien en cada família era de 2,63.
Per edats la població es repartia de la següent manera: un 17,5% tenia menys de 18 anys, un 3,1% entre 18 i 24, un 16,5% entre 25 i 44, un 32% de 45 a 60 i un 30,9% 65 anys o més.
L'edat mediana era de 53 anys. Per cada 100 dones de 18 o més anys hi havia 100 homes.
La renda mediana per habitatge era de 29.000 $ i la renda mediana per família de 34.000 $. Els homes tenien una renda mediana de 24.250 $ mentre que les dones 15.833 $. La renda per capita de la població era de 14.947 $. Cap de les famílies i el 3% de la població estaven per davall del llindar de pobresa.

## Poblacions més properes
El següent diagrama mostra les poblacions més properes.